# Julius Koch (Politiker, 1867)
Julius Koch (* 8. Oktober 1867 in Groß Ottersleben; † 25. Dezember 1934 in Magdeburg) war ein deutscher Gewerkschafter und Politiker (SPD).

## Leben
Nach dem Besuch der Volksschule in Groß Ottersleben absolvierte Koch eine Maurerlehre, die er mit der Gehilfenprüfung abschloss. Anschließend arbeitete er bis 1901 als Maurer. Er trat 1887 in die Gewerkschaft ein und war von Februar 1901 bis zu seiner Entlassung 1933 als Gewerkschaftsbeamter beim Maurer- und Bauarbeiterverband bzw. Baugewerkbund in Magdeburg angestellt. Von 1901 bis 1911 war er Gauvorsitzender des Zentralverbandes der Maurer Deutschlands, von 1911 bis zum 31. Dezember 1922 Bezirksleiter des Deutschen Bauarbeiterverbandes und vom 1. Januar 1923 bis 1933 Bezirksleiter des Deutschen Baugewerksbundes.
Koch trat 1887 in die SPD ein und wurde 1890 in den Vorstand der SPD im Landkreis Wanzleben gewählt, deren Vorsitz er seit 1901 innehatte. Von 1902 bis 1908 war er Gemeindeverordneter in Groß Ottersleben. Bei der Reichstagswahl 1912 hatte er erfolglos für den Reichstag kandidiert.
Im Anschluss an die Novemberrevolution wurde Koch im Dezember 1918 als Delegierter zum Ersten Rätekongress nach Berlin entsandt. Er war ab 1919 Vorsitzender des SPD-Unterbezirks Wanzleben und ab 1927 Vorstandsmitglied des SPD-Bezirks Magdeburg-Anhalt. Außerdem war er von 1919 bis 1933 Vorsitzender der Pressekommission der sozialdemokratisch geprägten Magdeburger Volksstimme. Von 1919 bis 1921 war er Mitglied der Verfassunggebenden Preußischen Landesversammlung. Im Februar 1921 wurde er als Abgeordneter in den Preußischen Landtag gewählt, dem er ohne Unterbrechung bis zum Ende der dritten Legislaturperiode 1932 angehörte. Im Parlament vertrat er den Wahlkreis 10 (Magdeburg).